# Jožef Klekl (starejši)
Jožef Klekl ali Stari Jožef Klekl (madžarsko Klekl József), slovenski katoliški duhovnik, politik, nabožni pisatelj, založnik in urednik, * 13. oktober 1874, Krajna; † 30. maj 1948, Murska Sobota.

## Življenje in delo
Njegova starša sta bila Štefan Klekl in Terezija Žalman. Štefan je bil brat Andraža Klekla, oče mlajšega Jožefa Klekla. Predniki družine Klekl so živeli v Meleh (pri Gornji Radgoni). Okoli leta 1830 je Anton Klekl, oče Štefana in Andraža Klekla, prišel na Ogrsko.
Klekl je 1897 v Sombotelu na Ogrskem končal študij bogoslovja. Kot kaplan (1897-1905) in župnik (1905-1910) je opravljal duhovniško službo v več krajih. Kaplanoval je na Tišini, v Incédu, v Črenšovcih in župnikoval v Pečarovcih. Leta 1910 se je upokojil in naselil v Črenšovcih.
Klekl je decembra 1904 začel izdajati katoliški mesečnik Marijin list, ki je dobil v letih od 1932 do 1940 še otroško prilogo Marijikin ograček. Leta 1913 je ustanovil in izdajal tednik Novine. Leta 1918 je nameraval organizirati avtonomno pokrajino - Slovensko krajino, ki bi bila del Države Slovencev, Hrvatov in Srbov. Klekl je poznal Antona Korošca, Joška Godino, Ivana Jeriča in Mihaela Kuharja, ki so tudi podpirali to idejo. V letih od 1920 do 1929 je bil poslanec SLS za lendavski okraj. Po koncu 1. svetovne vojne je v Prekmurju sodeloval v agrarni reformi, se zavzemal za siromašne kmete, ustanovil hranilnico in agrarno zadrugo v Črenšovcih. Med 2. svetovno vojno je bil interniran.
V 1960-ih letih so je uveljavilo mnenje, da je bil Klekl samozvani voditelj Prekmurja, madžarski propagandist in da za priključitev ogrskih Slovencev k Jugoslaviji ni storil ničesar. Vilko Novak je temu nasprotoval, vendar se takrat njegovo mnenje ni uveljavilo.
Njegovi ostanki so bili leta 2024 eksumirani, potem so jih preselili iz Murske Sobote v Črenšovce, kjer so 13. oktobra 2024 ponovno pokopali v kapelici Fatimske Matere Božje.